# Nour Zamen Zammouri
Nour Zamen Zammouri (arabe : نور الزمان الزموري), né le 1er décembre 1997 à Djerba, est un footballeur tunisien évoluant au poste de défenseur central à l'Union sportive monastirienne.

## Biographie
Il commence sa carrière avec l'Espoir sportif de Jerba Midoun, où il passe par toutes les catégories de jeunes. 
Le 21 décembre 2017, en fin de contrat avec ce club, il s'engage avec le Club sportif sfaxien,,,,.
Le 14 septembre 2022, il est transféré librement à l'Ismaily SC pour trois saisons.

## Palmarès
Club sportif sfaxien
- Coupe de Tunisie (3) :
  - Vainqueur : 2019, 2021 et 2022[6].